# Dorsey (Armagh)
Dorsey (auch Dorsy, Dorsey Ramparts, irisch Na Doirse – (deutsch die Tore ) genannt) sind neben Navan Fort eines der größten Erdwerke Nordirlands. Einhegungen dieser Art werden als (englisch Enclosure) bezeichnet. Die unregelmäßige, in etwa tildenförmige, eisenzeitliche Struktur im "Ó Fiaich Country" im Süden von Armagh wurde auf 100 v. Chr. datiert und liegt beim Dorf Drummill. Es ist Teil einer Linie von Erdwerken, die Ulster im Süden umgibt und als Great Wall of Ulidia bekannt sind. 

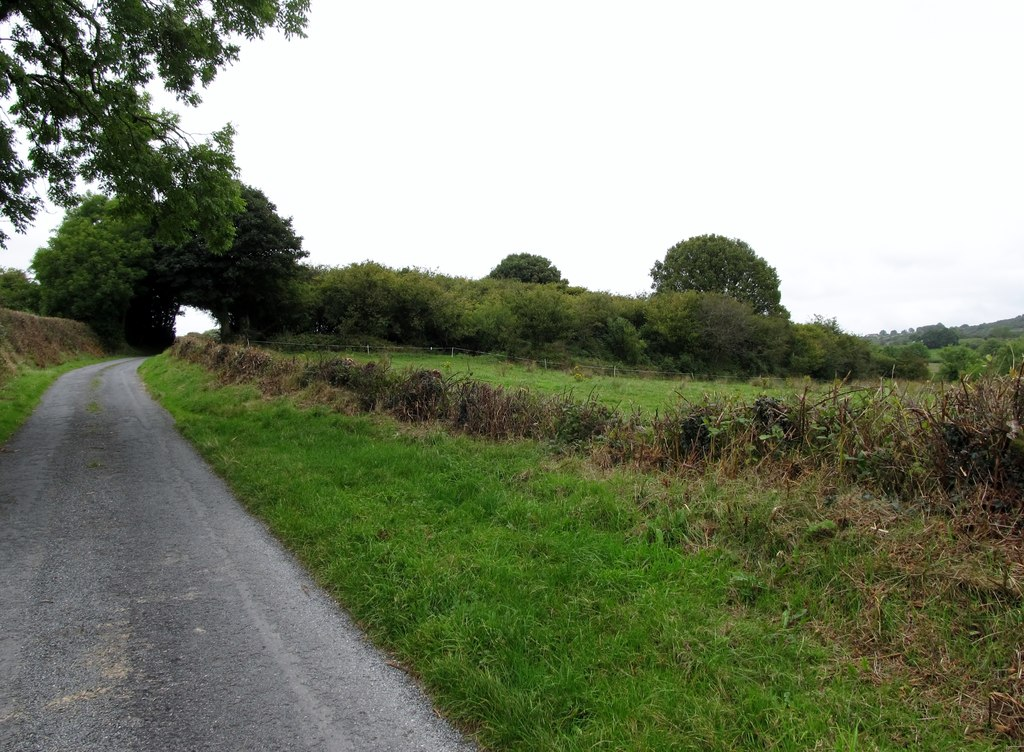
The Dorsey kreuzt die Bonds Road

Es handelt sich um ein 0,8 × 1,6 km großes aus Wällen und Gräben gebildetes Erdwerk, das eine Fläche von über 100 Hektar umschließt. Vermessungen und Ausgrabungen haben gezeigt, dass Dorsey, in dessen Mitte sich ein Moor befindet, folgende Elemente besitzt: 
- Auf der Südseite existieren noch zwei getrennte größere Abschnitte, bestehend aus einem Wall zwischen zwei großen Gräben, mit Spuren des weiteren Wallverlaufs.
- Auf der Nordseite befand sich ein Wall der aber nicht so massiv war, wie derjenige im Süden mit nur einem Graben.
- Im Osten verlief ein etwa 500 m langer, großer Wall mit Graben zumeist parallel zum Fluss Ummeracam
- Auf der Westseite offenbarte die Ausgrabung einen Graben mit Palisade.

Dorsey kann, vernachlässigt und überwachsen, an verschiedenen Punkten entlang des Verlaufs wahrgenommen werden. Es ist jedoch praktisch unbekannt und als wichtiges Kulturdenkmal kaum erkennbar. 
Die Analyse des Holzes der Palisade und einer Spundwand im sumpfigen südwestlichen Bereich ergab eine Datierung in den Zeitraum der Errichtung von Navan Fort. Dies führte dazu, dass eine kulturelle Verbindung zwischen beiden Standorten angenommen, und Dorsey als kontrollierter Zugang nach Armagh betrachtet wurde. Die Umfriedung liegt an den südlichen Ansätzen der Fews Berge, auf einer alten Nord-Süd-Route in Armagh. 
Obwohl es als zusammenhängendes Bauwerk beschrieben wird, ging der Archäologe Ch. Lynn davon aus, dass Dorsey sich in mehreren Bauphasen entwickelte, worauf auch die etwa 40 Jahre spätere Datierung des Holzes im Nordwall deutet. Er glaubt auch, dass der Name "die Türen" oder "Tore", darauf hindeutet, dass es sich bei den Wällen und Gräben von Dorsey um die Grenzbefestigung des Königreichs der Uí Néill in Ulster handelt, deren Hauptstadt Navan Fort (Emain Macha) war. Declan Hurl, der 2002 eine Ausgrabung auf Dorsey leitete, geht von einer Nutzung als Siedlung, Viehweide, Festung oder einer Anlage für rituelle Zwecke aus. Hurl weist aber darauf hin, dass die bisherigen Befunde eine eindeutige Einordnung noch nicht zulassen.
Als Dorsey errichtet wurde, soll die Macht der Ulster-Könige am größten gewesen sein. Einige Zeit später wurde Ulster von Süden her bedroht und Dorsey kann Teil eines umfangreicheren Systems gewesen sein, das in den Countys Monaghan, Cavan, Leitrim und Fermanagh, namentlich in Anlehnung an mythische Vorgänge als einer von mehreren "The Black Pig’s Dykes" in Irland bekannt ist. Ein Menhir in der Nähe des Dorsy River heißt „Calliagh Berra’s Stone“ (oder Cloghfin, irisch An Chloch Fhionn, „der weiße Stein“). 